# A.C. Meda 1913
AC Meda 1913 là một công ty bóng đá hiệp hội Ý có trụ sở tại Meda (MB), vùng Lombardy của Ý. Đội hiện đang chơi ở Seconda Categoria U-21 Lombardy nhóm G

## Lịch sử
Câu lạc bộ được thành lập vào năm 1913 với tên Associazione Calcio Meda 1913 và đã tái thành lập nhiều lần, lần cuối cùng, với tên hiện tại, vào ngày 17 tháng 6 năm 2010, quyết định chỉ tham gia các giải trẻ, và đó là đội hình chính của đội.

### ASD Meda 1913
Đội quan trọng nhất của công ty là ASD Meda 1913 Lưu trữ ngày 11 tháng 9 năm 2011 tại Wayback Machine, trong mùa 2010-11, đã được thăng hạng từ Terza Categoria Under 21 nhóm A lên Seconda Cargetoria Under 21.

## Màu sắc và huy hiệu
Màu sắc của đội là đen và trắng, như đặc trưng đô thị của đội.

## Sân vận động
Đội chơi trận đấu trên sân nhà tại Città di Meda ở Meda, có sức chứa 3.000 người.